# Villaines-en-Duesmois
Pour les articles homonymes, voir Villaines.
Villaines-en-Duesmois est une commune française située dans le département de la Côte-d'Or, en région Bourgogne-Franche-Comté.

## Géographie

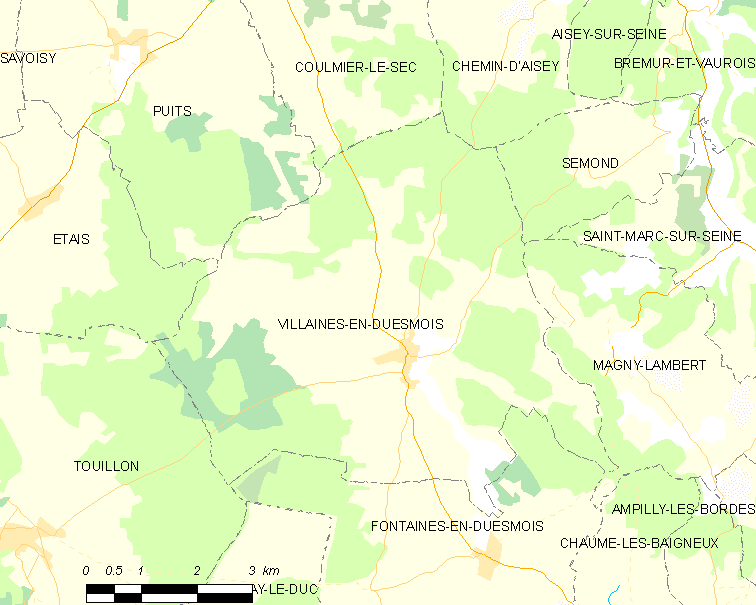

Entièrement situé sur les hauteurs du plateau du Duesmois entre les vallées de la Seine à l'est et de la Brenne au sud-ouest qui coulent sur des communes voisines, le territoire de Villaines est doucement vallonné avec un relief inférieur à 100 m. Le haut cours de la Laignes qui commence ici sa perte karstique (on trouve plusieurs gouffres dans la commune) marque à son point le plus aval l'altitude minimun de 307 m, le point haut se trouvant sur la colline du bois de Chalvosson dans la pointe sud-est du finage à 402 m. Le village est assez central à son étendue de 34 km2, installé sur la rivière qui coule du sud-est au nord-ouest et irrigue quelques prairies. Mais l'essentiel des sols est partagé entre agriculture de part et d'autre des prairies, et sylviculture sur les hauteurs, essentiellement de feuillus ; quelques bois de conifères existent au sud-ouest.

### Accessibilité
La route départementale 21 reliant Laignes à Baigneux-les-Juifs et à la route départementale 971 qui relie Troyes à Dijon par Châtillon-sur-Seine) traverse le village selon un axe nord-sud.

### Hydrographie
Bien qu'il soit creusé de combes, le finage de Villaines-en-Duesmois voit son réseau hydraulique très limité, le sous-sol karstique est à l'origine d'une hydrogéologie dont la Laigne (ou ruisseau de Marcenay), seule rivière locale, est un exemple explicite puisque son débit se réduit dans la traversée du territoire pour disparaître complètement dans la commune voisine dans la forêt domaniale de Puits, et réapparaître à la résurgence de Laignes près de 20 kilomètres plus au nord à vol d'oiseau. Quelques sources restent sans suite vers Chalvosson, au sud la source de Grand-Fontaine alimente épisodiquement la Laigne.

### Hameaux, écarts, lieux-dits
- Le village de Villaines-en-Duesmois comprend les quartiers du Craquelin, du Puits et du faubourg Saint-Jean.
- Le hameau de Vaugimois s’articule autour d’une petite pièce d’eau formée par une digue sur le lit de la Laigne qui se perd ensuite en direction de Puits dans le gouffre de la Garenne.  La chapelle Sainte-Marguerite, de style roman, est surmontée d’un clocher à double arcade avec sa cloche.
- Le hameau de Chalvosson abrite les vestiges d'une place forte du XVe siècle dont ne subsiste que les ruines d'une des quatre tours d'angle, des pans de murailles et un colombier rond. Les anciennes douves ont laissé place à une petite pièce d’eau derrière ces vestiges.
- Lieux-dits d'intérêt local : bois Là-Haut, bois de l'Évoy, plusieurs combes portent un nom : combes Cochon, Saint-Martin, Treuchat…, gouffre de la Garenne dans la combe Brienne.

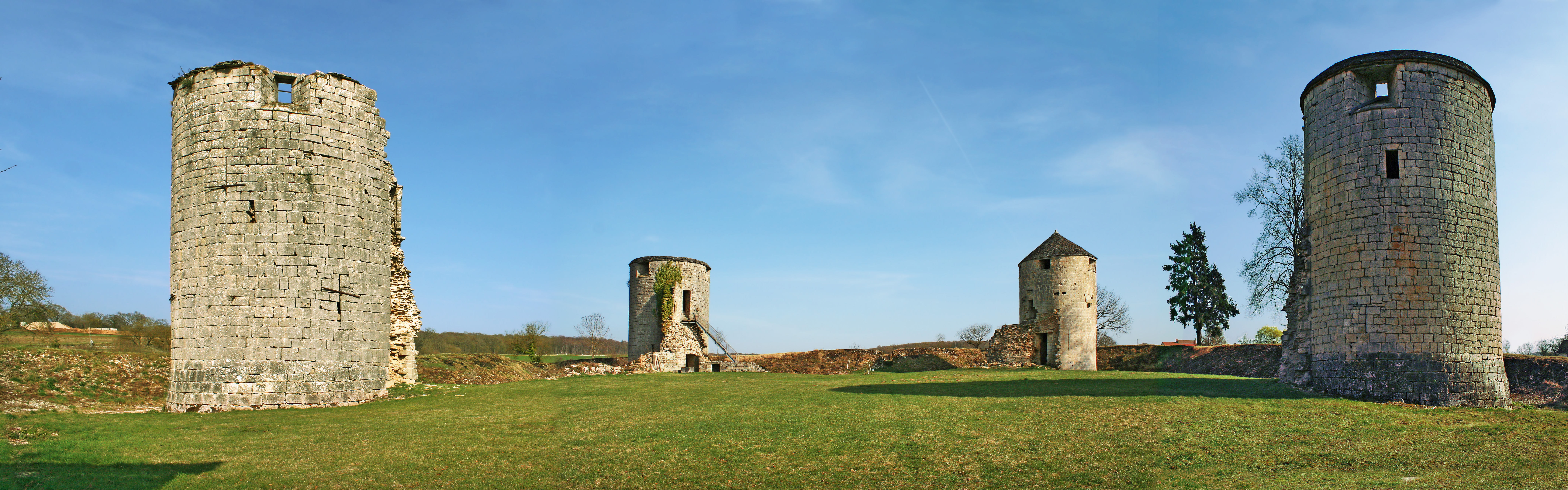
Vestiges du château ducal..

### Climat
Pour des articles plus généraux, voir Climat de la Bourgogne-Franche-Comté et Climat de la Côte-d'Or.
En 2010, le climat de la commune est de type climat des marges montargnardes, selon une étude du Centre national de la recherche scientifique s'appuyant sur une série de données couvrant la période 1971-2000. En 2020, Météo-France publie une typologie des climats de la France métropolitaine dans laquelle la commune est exposée à un climat océanique altéré et est dans la région climatique  Lorraine, plateau de Langres, Morvan, caractérisée par un hiver rude (1,5 °C), des vents modérés et des brouillards fréquents en automne et hiver. 
Pour la période 1971-2000, la température annuelle moyenne est de 10 °C, avec une amplitude thermique annuelle de 16,3 °C. Le cumul annuel moyen de précipitations est de 887 mm, avec 13,1 jours de précipitations en janvier et 8,4 jours en juillet. Pour la période 1991-2020, la température moyenne annuelle observée sur la station météorologique de Météo-France la plus proche, « Montbard_sapc », dans la commune de Montbard à 16 km à vol d'oiseau, est de 11,4 °C et le cumul annuel moyen de précipitations est de 853,5 mm,. Pour l'avenir, les paramètres climatiques de la commune estimés pour 2050 selon différents scénarios d'émission de gaz à effet de serre sont consultables sur un site dédié publié par Météo-France en novembre 2022.

## Urbanisme

### Typologie
Au 1er janvier 2024, Villaines-en-Duesmois est catégorisée commune rurale à habitat dispersé, selon la nouvelle grille communale de densité à 7 niveaux définie par l'Insee en 2022.
Elle est située hors unité urbaine. Par ailleurs la commune fait partie de l'aire d'attraction de Montbard, dont elle est une commune de la couronne,. Cette aire, qui regroupe 34 communes, est catégorisée dans les aires de moins de 50 000 habitants,.

### Occupation des sols
L'occupation des sols de la commune, telle qu'elle ressort de la base de données européenne d’occupation biophysique des sols Corine Land Cover (CLC), est marquée par l'importance des territoires agricoles (52,6 % en 2018), une proportion sensiblement équivalente à celle de 1990 (52,2 %). La répartition détaillée en 2018 est la suivante : 
terres arables (48,7 %), forêts (45,7 %), prairies (3,9 %), zones urbanisées (1,1 %), milieux à végétation arbustive et/ou herbacée (0,6 %). L'évolution de l’occupation des sols de la commune et de ses infrastructures peut être observée sur les différentes représentations cartographiques du territoire : la carte de Cassini (XVIIIe siècle), la carte d'état-major (1820-1866) et les cartes ou photos aériennes de l'IGN pour la période actuelle (1950 à aujourd'hui).

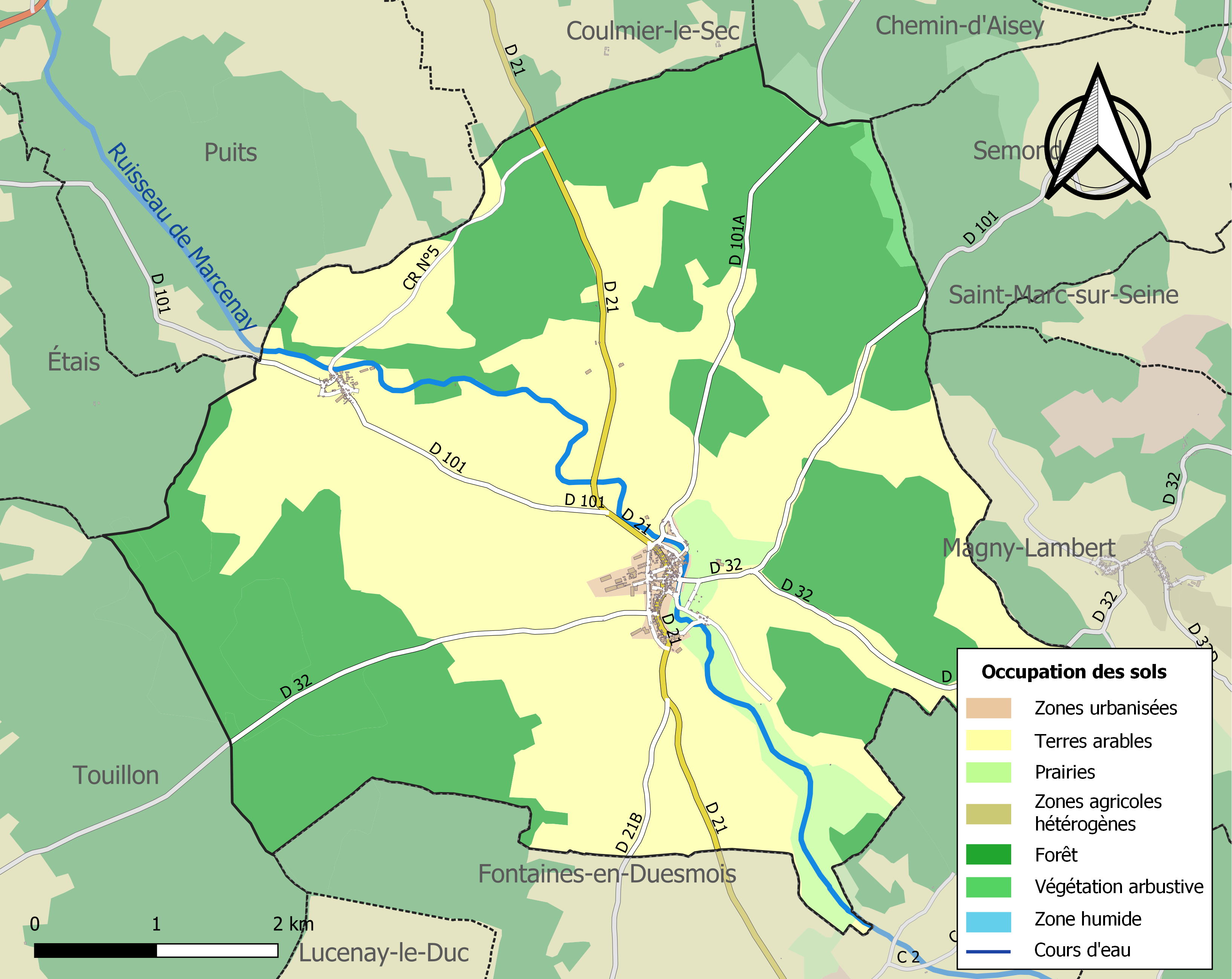
Carte des infrastructures et de l'occupation des sols de la commune en 2018 (CLC).

## Histoire

### Antiquité
Un tumulus près de Chalvosson et quelques vestiges gallo-romains sont les seules traces d'occupation.

### Moyen Âge
Dès 1002 une charte de l'abbaye de Flavigny mentionne une motte castrale. Le château est ensuite la demeure de Hugues IV de Bourgogne (1213-1272) qui le reconstruit en dur à partir de 1253, de Philippe le Hardi (1364-1404) et Marguerite de Flandre (1350-1405) qui le renforcent pour faire face à l'arrivée des Grandes compagnies et construisent chapelles, logements et ouvertures de fenêtres flamandes puis de Louis XI (1423-1483) et des princes de Condé.

### Époque moderne
Démantelé sur ordre royal en 1710 pour servir de carrière de pierres, il n'en subsiste que quatre tours sur sept et le fossé à fond plat qui en fait le tour restauré en 2009 par les soins au foyer culturel de Villaines chargé de la restauration et de l'entretien depuis les années 1980. De 1789 à 1794, Villaines est chef-lieu de canton.

## Politique et administration
| Période | Période  | Identité           | Étiquette | Qualité |
| ------- | -------- | ------------------ | --------- | ------- |
| 1971    | 1977     | Abel Bodin         |           |         |
| 1977    | 1995     | Michel Verdot      |           |         |
| 1995    | 2008     | Jean Clerget       |           |         |
| 2008    | 2014     | Antoinette Blandin |           |         |
| 2014    | En cours | Claude Fontaine    |           |         |

Villaines-en-Duesmois appartient :
- à l'arrondissement de Montbard,
- au canton de Châtillon-sur-Seine et
- à la communauté de communes du Pays Châtillonnais.

## Démographie

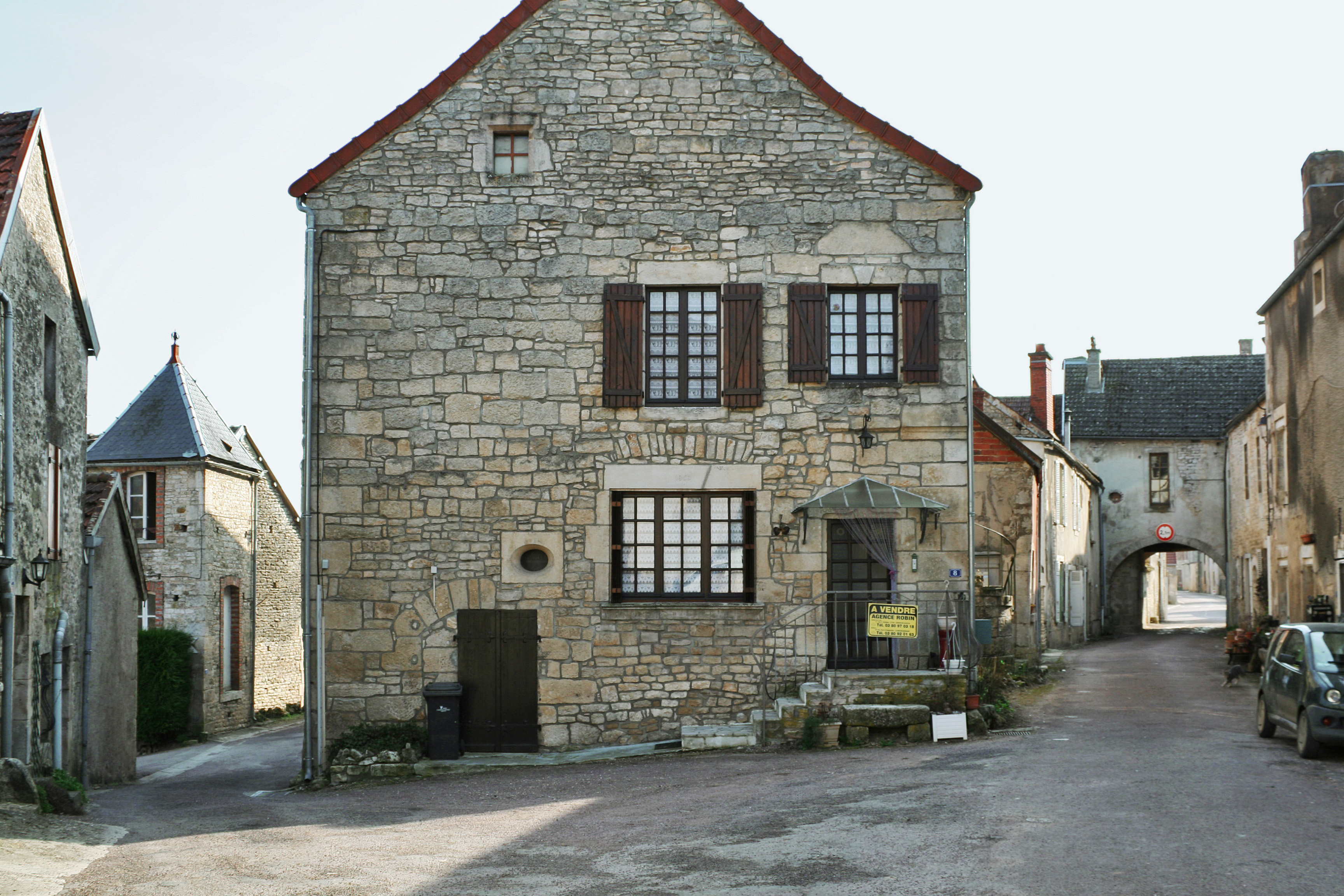
Maison rue de la Halle à Villaine-en-Duesmois.

L'évolution du nombre d'habitants est connue à travers les recensements de la population effectués dans la commune depuis 1793. Pour les communes de moins de 10 000 habitants, une enquête de recensement portant sur toute la population est réalisée tous les cinq ans, les populations de référence des années intermédiaires étant quant à elles estimées par interpolation ou extrapolation. Pour la commune, le premier recensement exhaustif entrant dans le cadre du nouveau dispositif a été réalisé en 2007.

En 2022, la commune comptait 252 habitants, en évolution de +0,4 % par rapport à 2016 (Côte-d'Or : +0,82 %, France hors Mayotte : +2,11 %).
| 1793 | 1800 | 1806 | 1821 | 1836 | 1841 | 1846 | 1851 | 1856 |
| ---- | ---- | ---- | ---- | ---- | ---- | ---- | ---- | ---- |
| 682  | 713  | 647  | 678  | 718  | 696  | 654  | 673  | 674  |

| 1861 | 1866 | 1872 | 1876 | 1881 | 1886 | 1891 | 1896 | 1901 |
| ---- | ---- | ---- | ---- | ---- | ---- | ---- | ---- | ---- |
| 643  | 630  | 585  | 565  | 556  | 574  | 532  | 509  | 505  |

| 1906 | 1911 | 1921 | 1926 | 1931 | 1936 | 1946 | 1954 | 1962 |
| ---- | ---- | ---- | ---- | ---- | ---- | ---- | ---- | ---- |
| 491  | 492  | 388  | 454  | 437  | 432  | 471  | 440  | 476  |

| 1968 | 1975 | 1982 | 1990 | 1999 | 2006 | 2007 | 2012 | 2017 |
| ---- | ---- | ---- | ---- | ---- | ---- | ---- | ---- | ---- |
| 408  | 328  | 292  | 258  | 251  | 295  | 301  | 259  | 252  |

| 2022 | - | - | - | - | - | - | - | - |
| ---- | - | - | - | - | - | - | - | - |
| 252  | - | - | - | - | - | - | - | - |

## Économie
- Économie agricole et forestière.
- Au niveau industriel : scierie et chaudronnerie.

## Environnement
En raison de ses efforts pour la qualité de son environnement nocturne, la commune a été labellisée « Village 1 étoile », en 2013. Le label est décerné par l'Association nationale pour la protection du ciel et de l'environnement nocturnes (ANPCEN) et compte 5 échelons. Un panneau, disposé aux entrées du village, indique cette distinction.

## Lieux, monuments et pôles d'intérêt
En 2016, la commune compte 2 monuments inscrits à l'inventaire des monuments historiques, 41 monuments ou édifices répertoriés à l'inventaire général du patrimoine culturel, 1 éléments classés à l'inventaire des objets historiques et 31 objets répertoriés à l'inventaire général du patrimoine culturel.
- Plusieurs croix, bornes routières, maisons et fermes dans la commune sont répertoriées IGPC.

### Patrimoine religieux
- La chapelle Sainte-Marguerite[26], dite du presbytère, au hameau du Vaugimois  Classé MH (1927)[27].
- L'église Saint-Médard (IGPC 1990)[28] abrite une Vierge à l'Enfant en pierre polychrome du début du XIVe siècle[29].

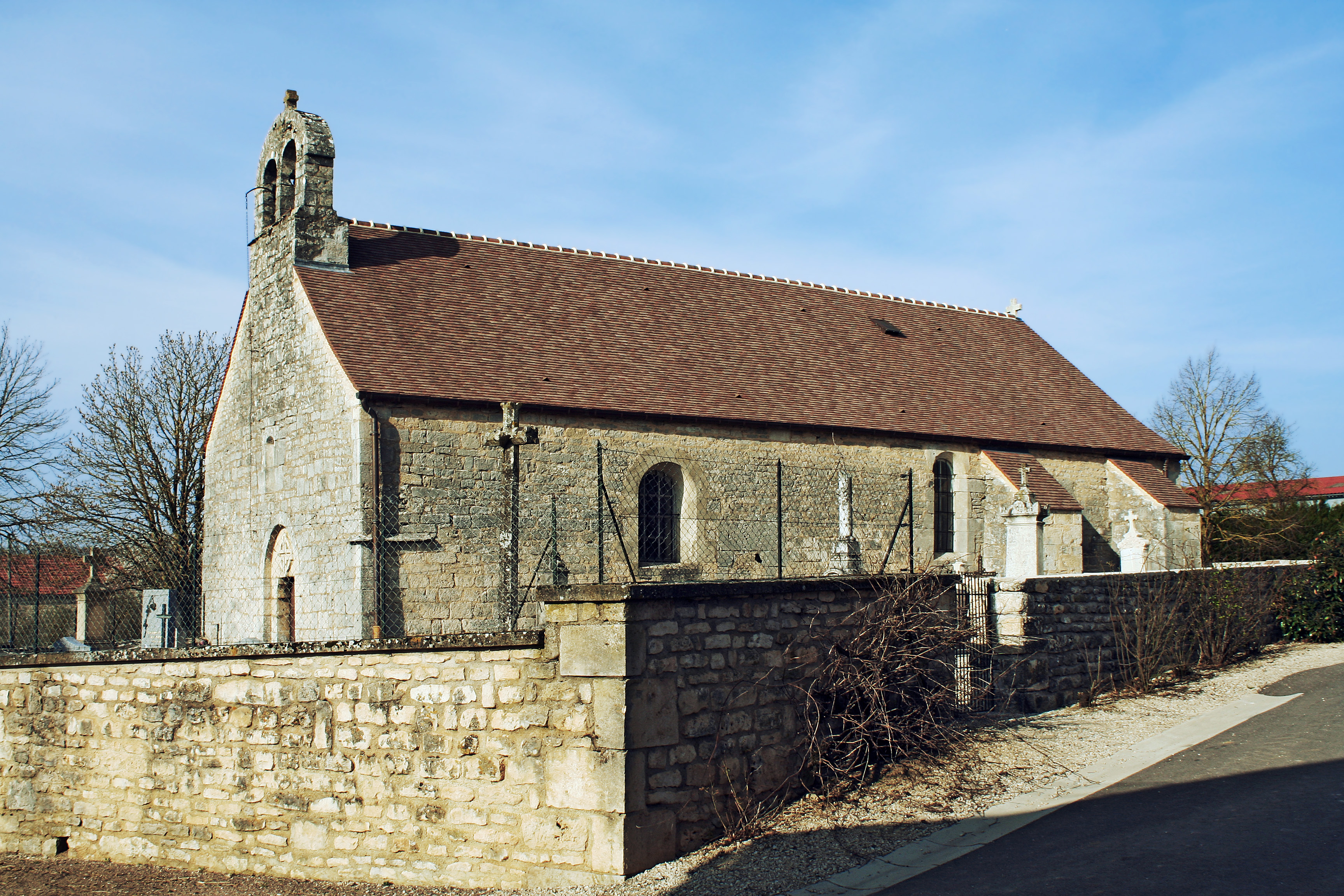
La chapelle dans son enclos paroissial.
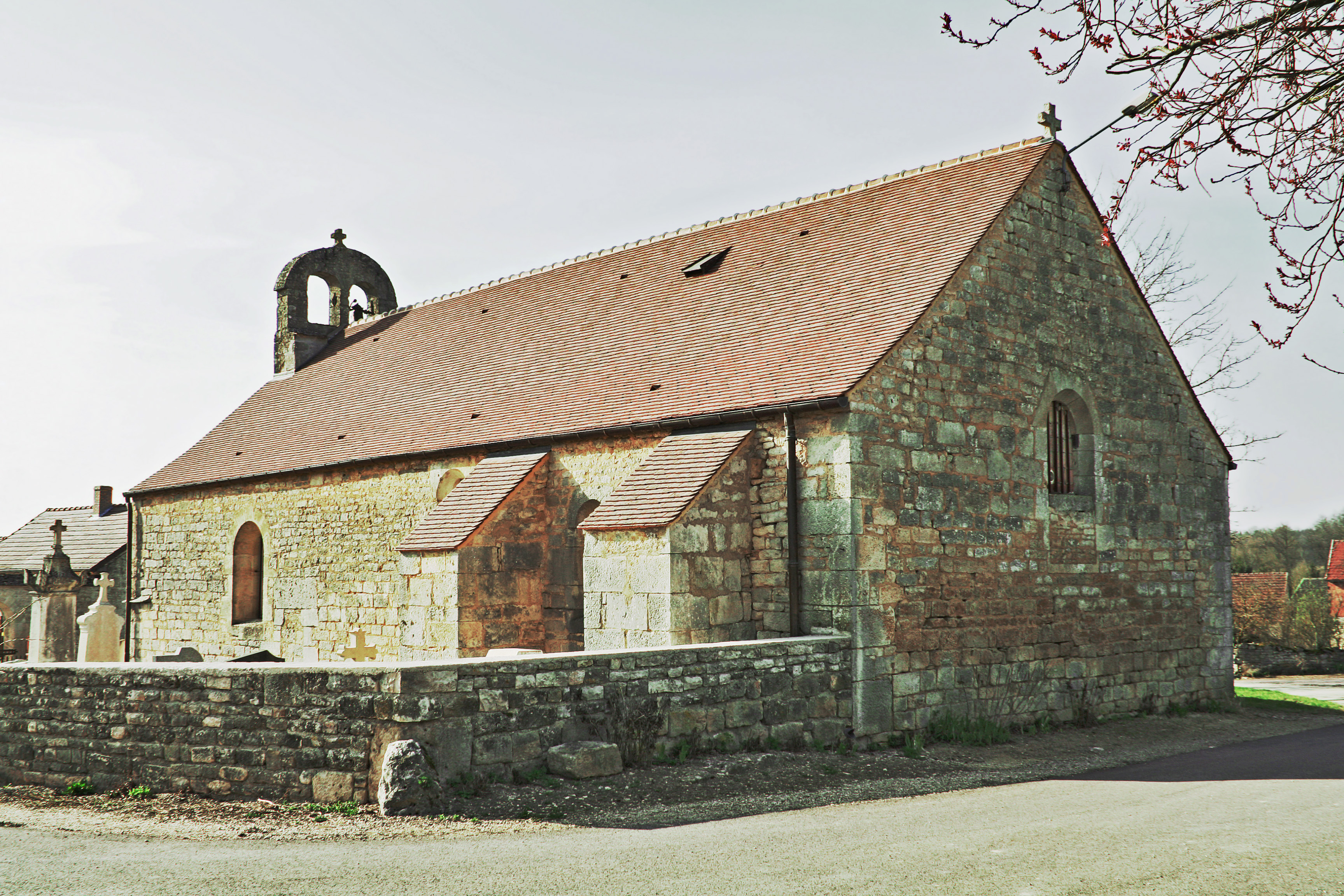
Clocher-peigne et abside à mur-pignon.
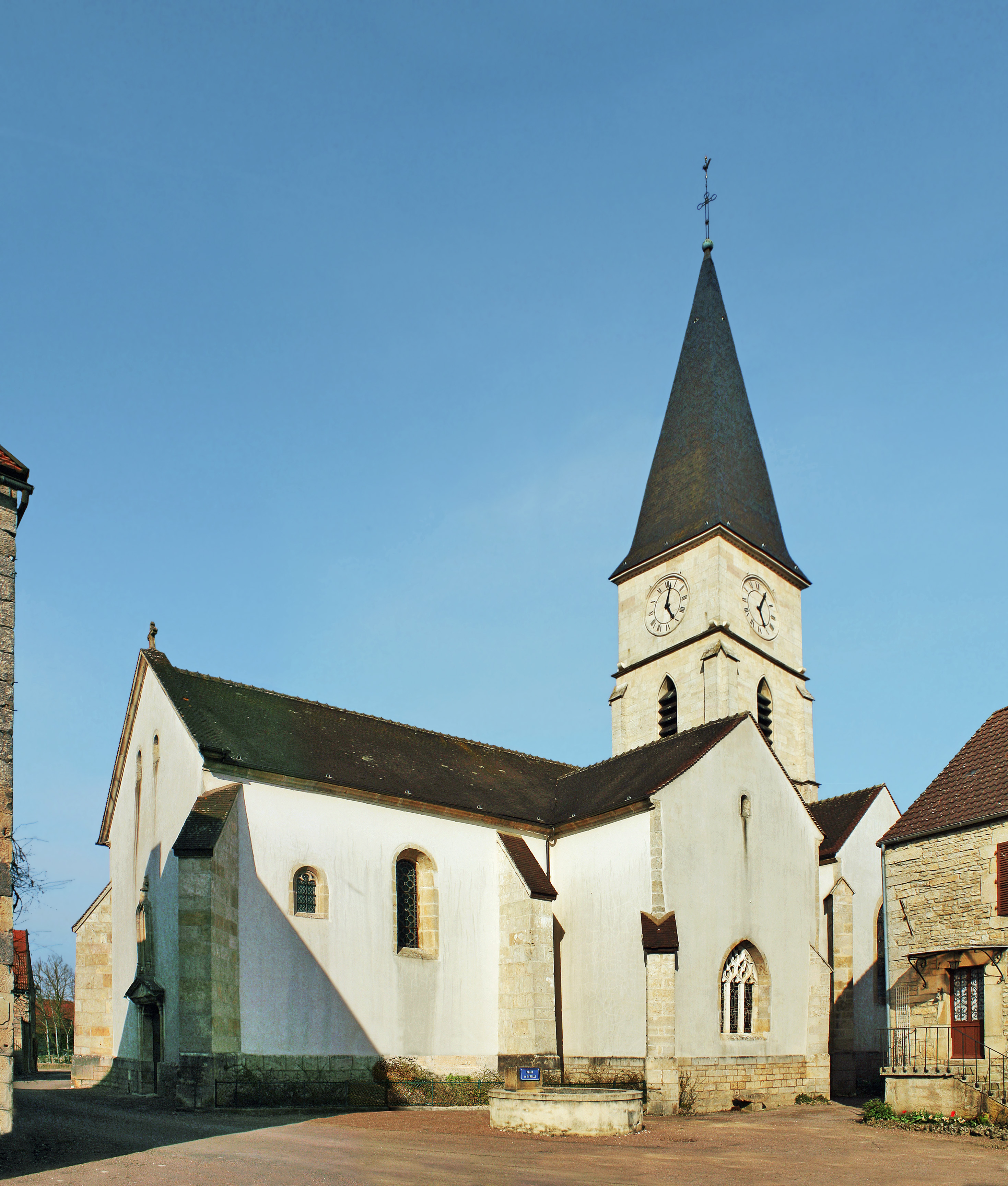
Église Saint-Médard.
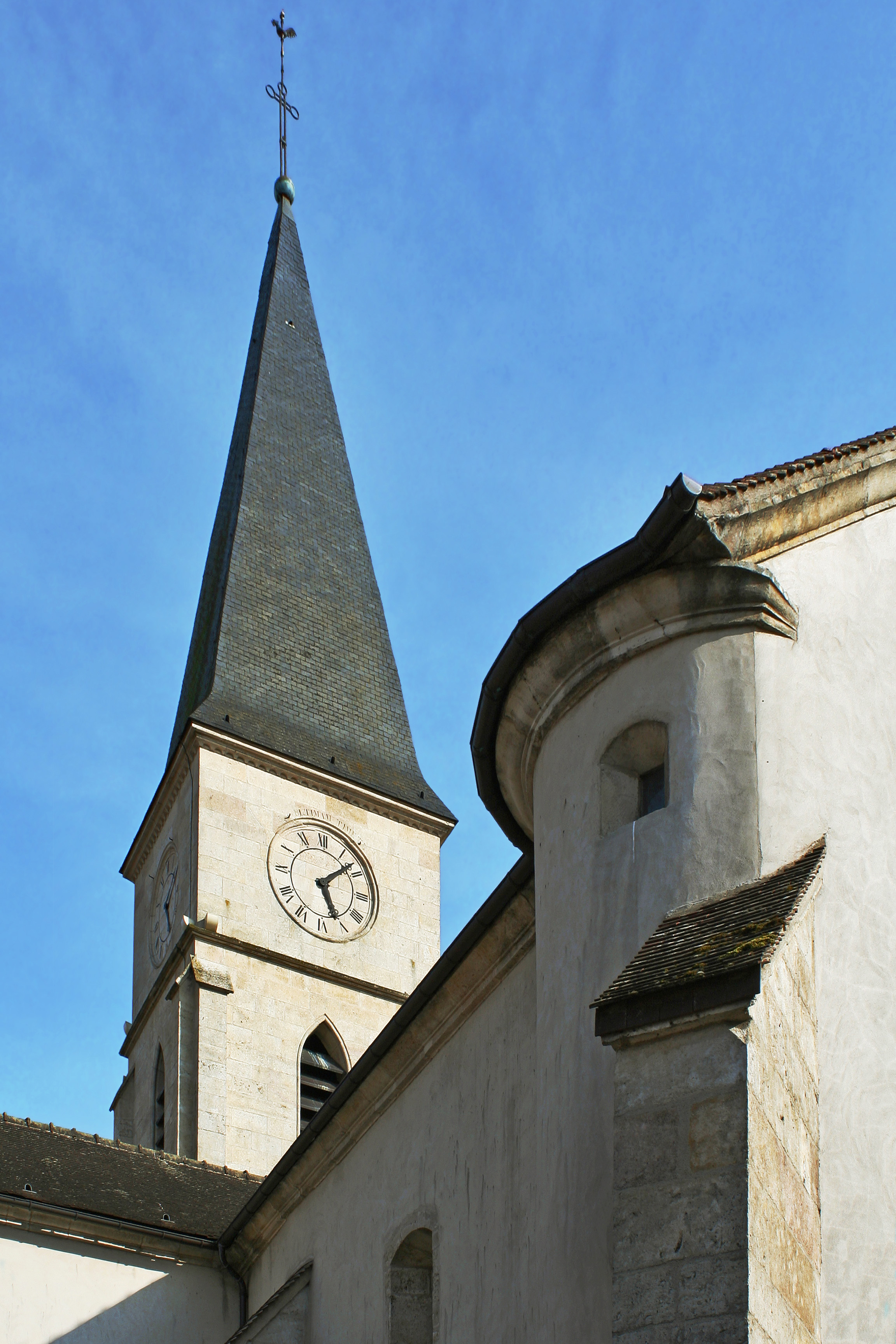
Clocher.
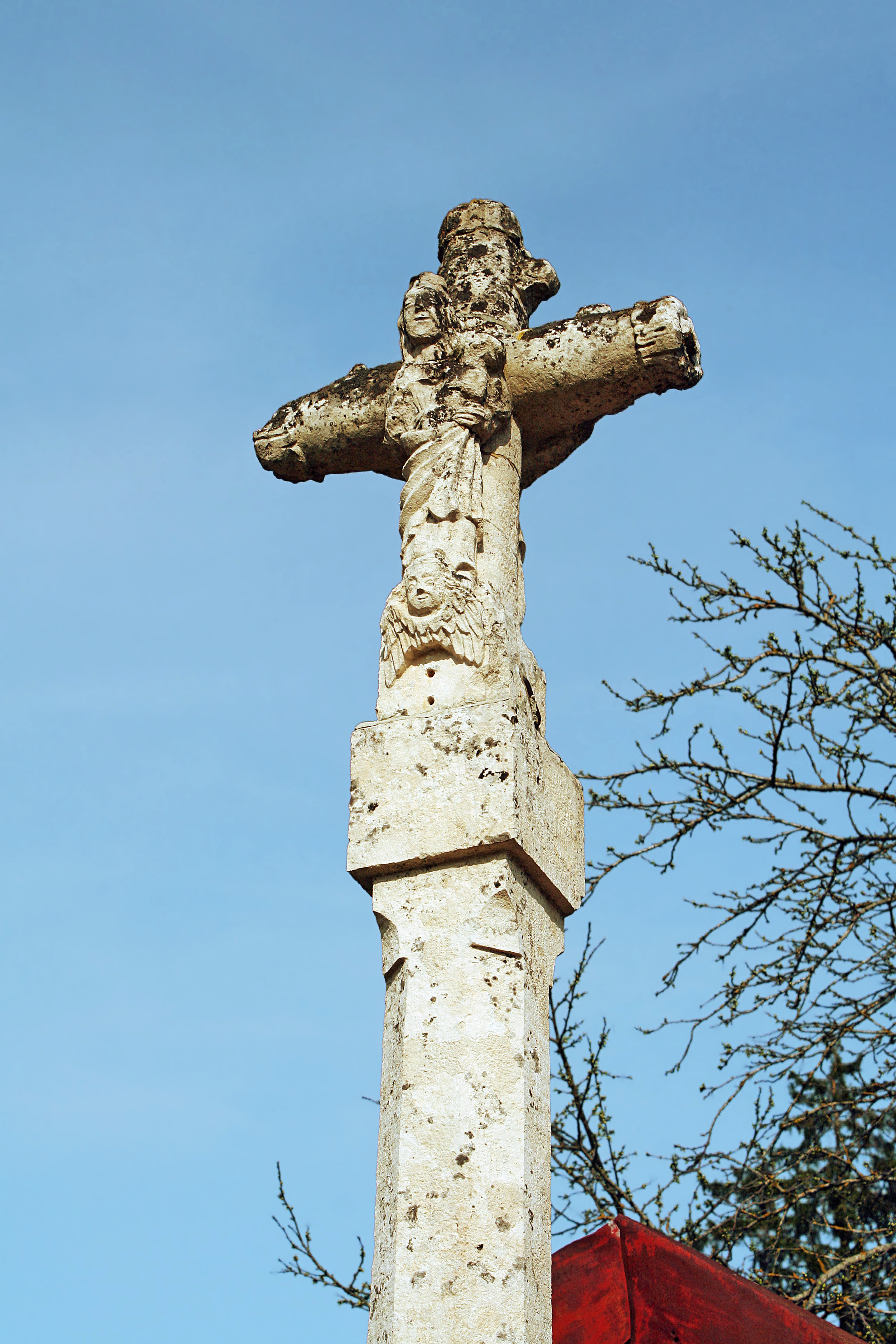
Croix de chemin à double face (rue de Semond).

### Patrimoine civil
- Château ducal dit ancien château[30] mentionné dès l'an mil. Dans une des tours restaurées se tient une exposition consacrée à la pierre du Châtillonnais (géologie, extraction, utilisation)[15].
- Château de Villaines dit des Anglures Classé MH (1970)[31] datant du XIIIe et remanié au XVIIe siècle avec les pierres de la forteresse.
- Vestiges du château du Fief, ancienne maison seigneuriale du début XVIIe siècle remaniée et agrandie pour André Baudry entre 1697 et 1715 avec les matériaux de l'ancien château puis transformée en bâtiments agricoles. Rue du Centre, rue du Cuqueron[32].
- Vestiges du château de Chalvosson, ancienne place forte du XVe siècle remaniée au XIXe siècle en bâtiments agricoles où on ne retrouve que le rez-de-chaussée du corps de logis, le premier niveau de la tour sud-est, le pigeonnier au nord et un vestige du fossé au sud. Isolé à l'est du chef-lieu sur la RD 32 entre Magny-Lambert et Villaines[33].

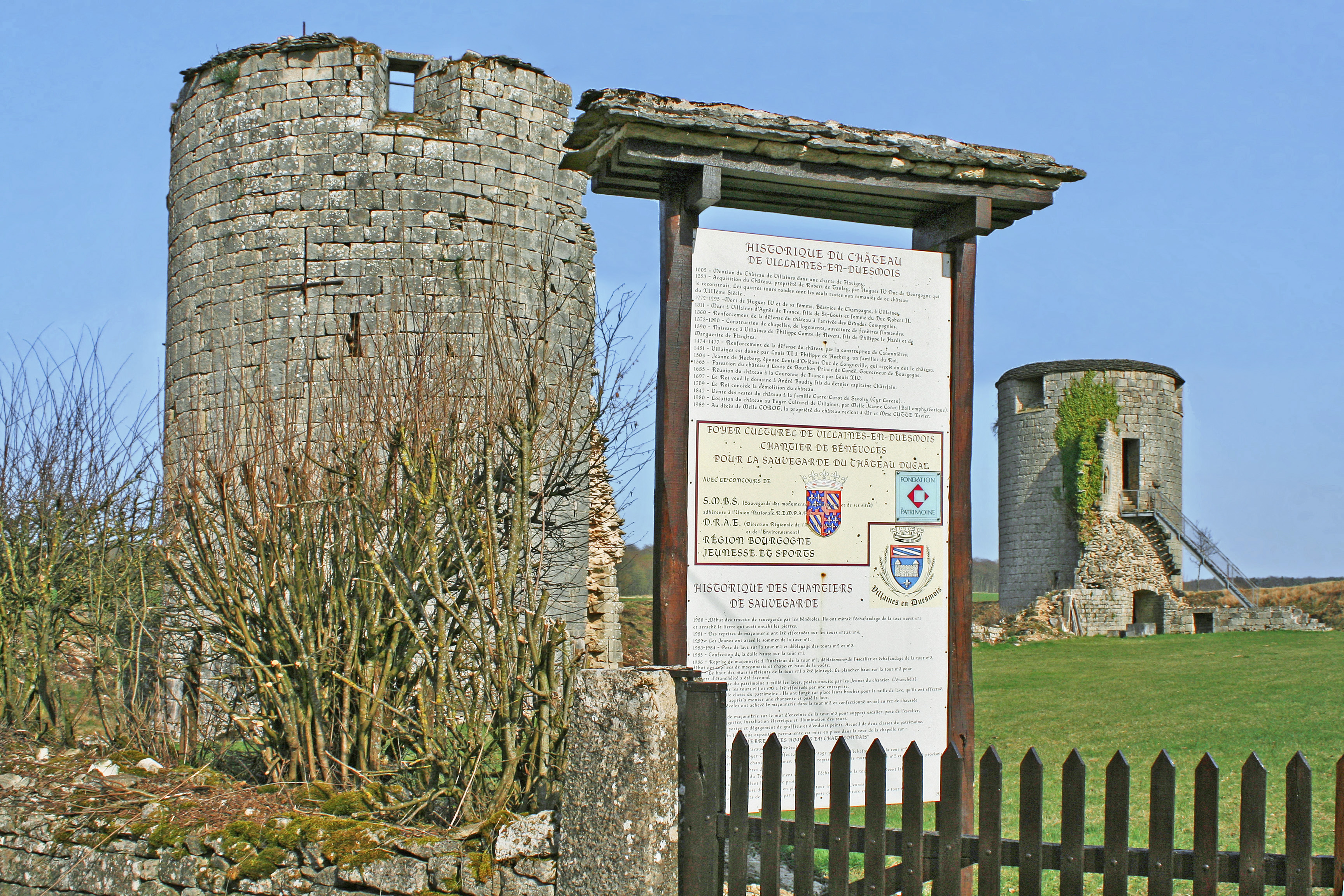
Panneau d'informations du château ducal, tours nord et est.
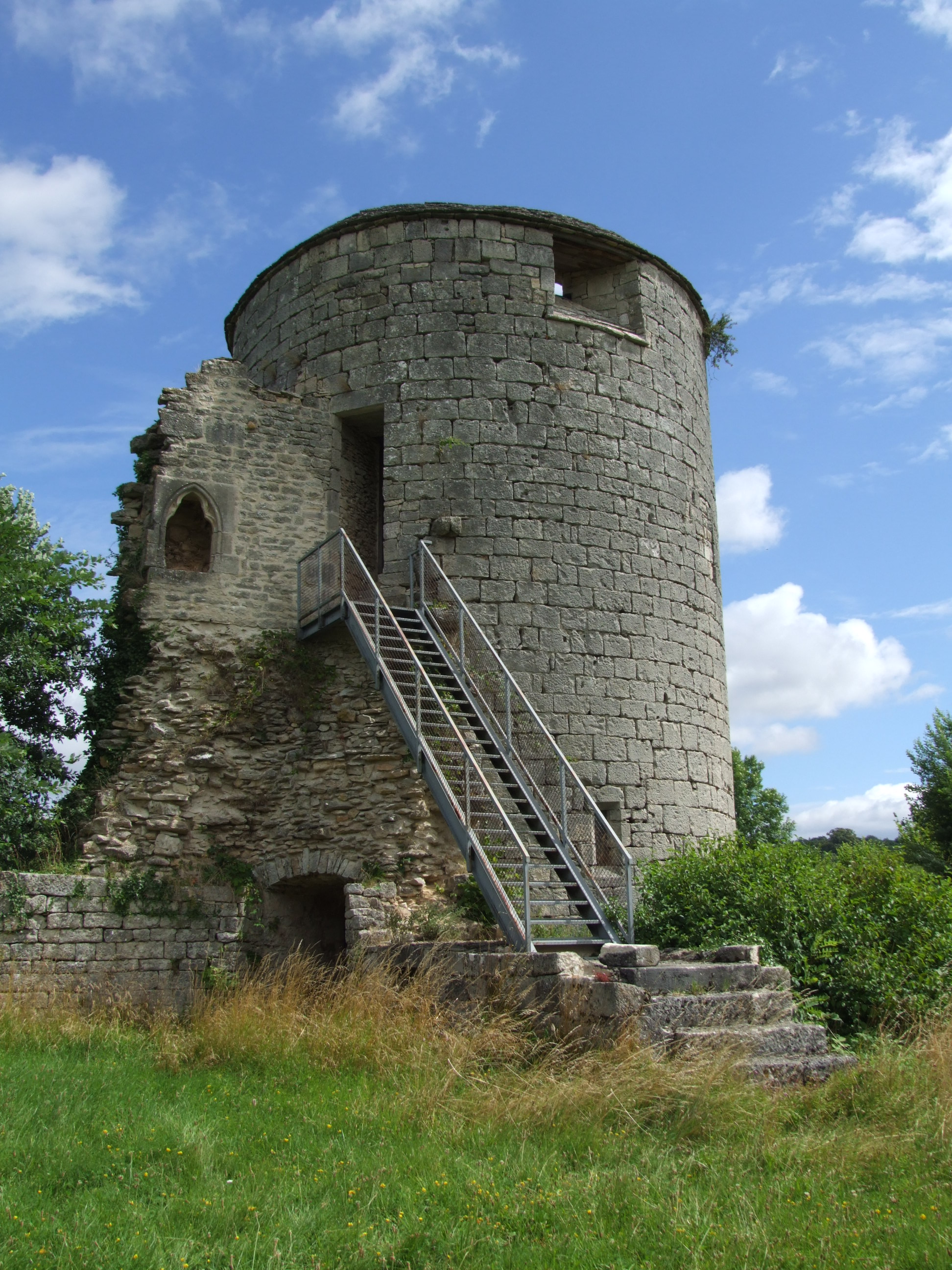
Tour est restaurée.
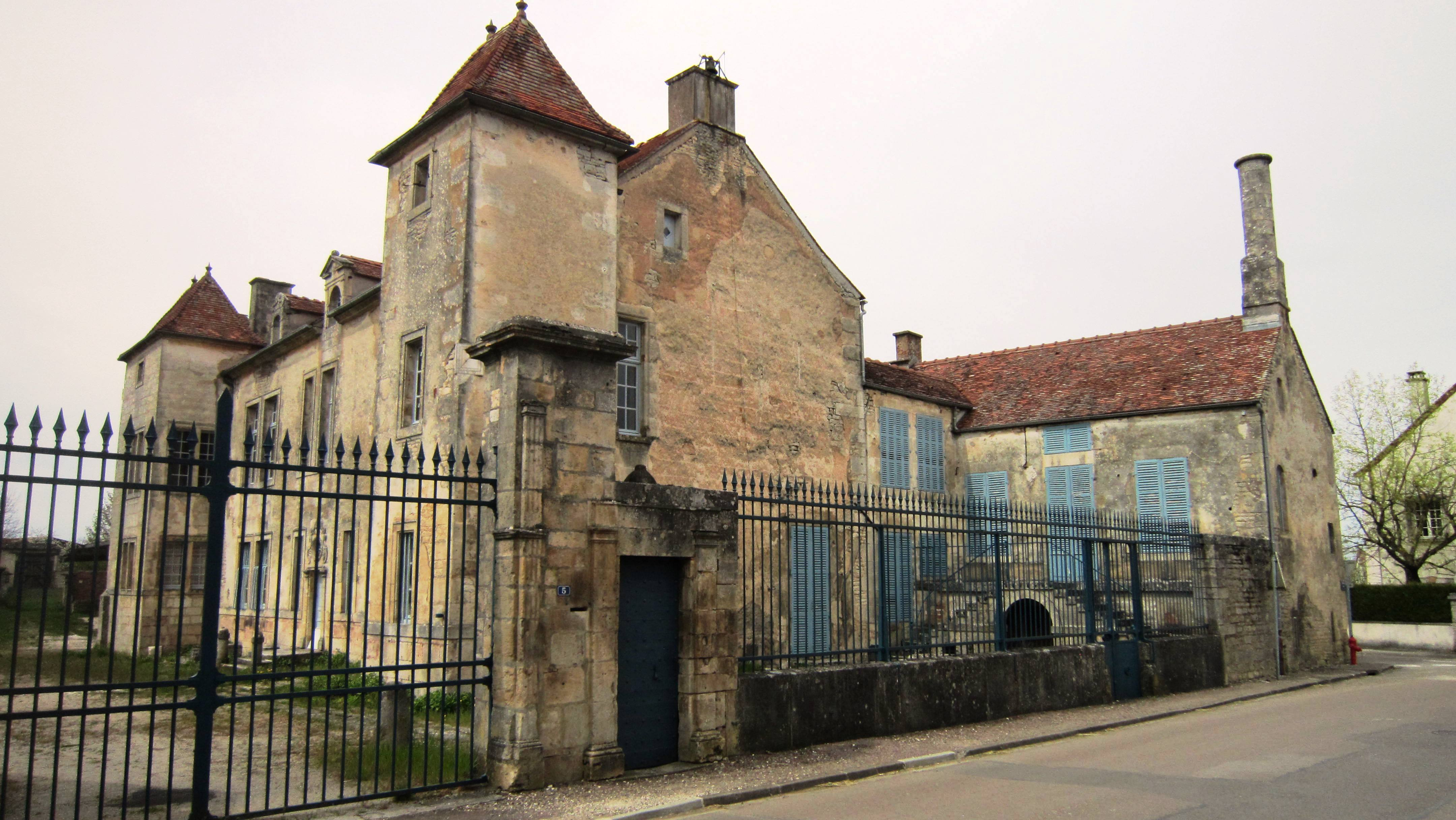
Le château de Villaines

## Personnalités liées à la commune
- Hugues IV de Bourgogne, mort à Villaines-en-Duesmois le 27 octobre 1272, duc de Bourgogne depuis 1218 et roi titulaire de Thessalonique depuis 1266.

## Héraldique
| Blason de Villaines-en-Duesmois | Blason  | D'azur au château de deux tours d'argent, les tours couvertes d'or, accompagné en pointe d'une fleur de lys d'or, au chef bandé d'or et d'azur de six pièces, à la bordure de gueules. |
| Blason de Villaines-en-Duesmois | Détails | Le statut officiel du blason reste à déterminer. |